# Lientur Rocks
Die Lientur Rocks (englisch; spanisch Islotes Lientur, in Argentinien Islas Prominentes) sind zwei bis zu 58 m hohe Felseninseln vor der Nordküste von Robert Island im Archipel der Südlichen Shetlandinseln. Sie liegen rund 700 m nördlich des Newell Point. Die größere von ihnen ist etwa 360 m lang.
Wissenschaftler der 4. Chilenischen Antarktisexpedition (1949–1950) benannten sie nach einem ihrer Forschungsschiffe. Argentinische Wissenschaftler benannten sie dagegen deskriptiv.